# Реформа охорони здоров'я та захисту пацієнтів у США

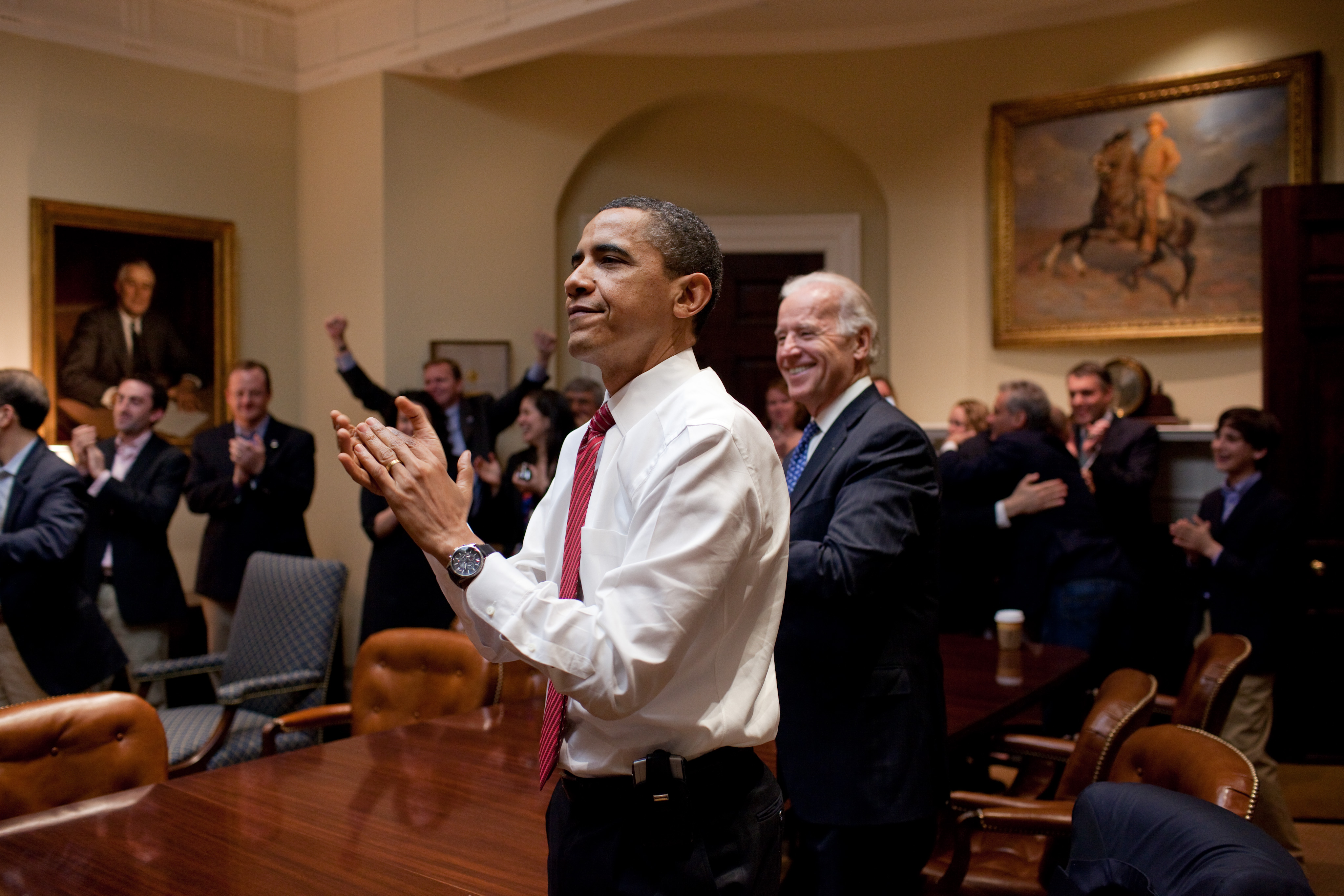
Президент Барак Обама та працівники Білого Дому святкують схвалення Реформи Палатою представників 21 березня 2010 року

Реформа охорони здоров'я та захисту пацієнтів у США (англ. Patient Protection and Affordable Care Act, Affordable Care Act), також іноді Obamacare або ObamaAct — наймасштабніша реформа системи охорони здоров'я в історії США з середини 1960-х років. Прийнята у 2010 році.

## Передумови та прийняття
Одною з головних обіцянок, з якою Барак Обама прийшов у Білий дім, було питання масштабної реформи сфери охорони здоров'я і медичного страхування. Питання про реформу назріло давно: при платній медицині понад 30 мільйонів людей в США живуть без медичної страховки. Закон після запеклих обговорень і жорсткої опозиції республіканців був прийнятий Конгресом 25 березня 2010, Барак Обама підписав зміни до законодавства 30 березня.
Внаслідок того, що реформа в цілому підтримується незаможними верствами населення, покладається на потужний урядовий апарат федерального рівня і вимагає великих капіталовкладень, сама реформа в цілому, а також її окремі положення та/або етапи зокрема неодноразово саботувалися представниками Республіканської партії, що контролює Палату представників США. Ці розбіжності зрештою призвели до неприйняття вчасно бюджету на 2014 фінансовий рік (за законодавством США, до 30 вересня), а отже, до припинення роботи уряду США і державних організацій від 1 жовтня 2013 року (див. Припинення роботи уряду США (2013)).

## Основні положення
Реформа почала проводитися поетапно з 2010 року за ініціативою Президента країни Барака Обами і до теперішнього часу вважається головним досягненням його президентства.
Головною метою реформи є скорочення кількості людей, які не мають можливості купити собі медичну страховку, і зробити саму систему охорони здоров'я та медичного страхування більш доступною широким верствам населення, а також менш дискримінаційною у порівнянні з існуючою до цього системою. Наприклад, згідно із законопроєктом, з 1 січня 2014 року роботодавці та їх страховики більше не зможуть відмовляти працівникам у наданні медичної страховки або підвищувати страхові внески за неї у разі, якщо до моменту початку трудового договору у працівника вже було підтверджено тяжке хронічне захворювання (наприклад, СНІД, рак і т. д.).
Низка положень реформи набрали чинності вже в 2010 році. Страхові компанії відтоді не мали права відмовляти хворим людям в страховці, вводились обмеження на вартість страховки для людей з серйозними захворюваннями. Страховики також не могли відмовлятися надавати поліс хворим дітям. Батьки змогли вписувати в свої страхові плани дітей, поки тим не виповниться 26 років. Для людей, які живуть без страховки і страждають різними захворюваннями, створена спеціальна програма, в рамках якої вони можуть на пільгових умовах отримати страховку. Встановлені ліміти на вартість страховки, а також на вартість візитів до лікаря (в США страховка, як правило, покриває лише частину витрат, наприклад, дві третини, решту пацієнт виплачує сам).
Податкові пільги передбачені для підприємств малого і середнього бізнесу, які надають страховку своїм співробітникам. Солярії, що використовують ультрафіолетові лампи, від 1 липня повинні платити 10-відсотковий податок з прибутку.
У 2011 році зміни торкнуться системи соціального страхування Medicare. Терапевти і педіатри, що працюють з незаможними групами населення, отримують надбавку у зарплаті, а ті, хто користується їхніми послугами, зможуть щорічно проходити безкоштовну диспансеризацію. Для них також передбачено ряд додаткових послуг. Незаможні, які потребують постійного догляду, отримують можливість жити в спеціалізованих медичних центрах. Фармацевтичні компанії повинні щорічно сплачувати податок, який буде розраховуватися виходячи з їхньої частки на ринку. Нововведення не торкнеться тільки компаній, чий річний дохід становить менше 5 мільйонів доларів.
2012 року запущено програми з підвищення ефективності та контролю за лікарнями, дитячими поліклініками та будинками для літніх людей. 2013 року очікувалося збільшення податків, що направляються на підтримку системи Medicare. Також буде введено 2,9-відсотковий акцизний збір на продаж медичного обладнання.
2014 року наявність страховки стане обов'язковою умовою для більшості людей, що проживають у США. В іншому випадку їм доведеться платити штраф. З 2014 року багато хто зможе обміняти свої страхові плани на нові, які обіцяють бути більш економічними і повними. Великі організації, що не надають своїм співробітникам страховки, будуть сплачувати штрафи. У наступні роки реформа, як передбачається, продовжиться. Будуть підвищуватися вимоги до страховиків і роботодавців. Під загрозою штрафів їм доведеться знаходити можливості надавати клієнтам і співробітникам якомога більш економічні плани з максимальним покриттям.

## Скасування
20 січня 2017 року, одразу після інавгурації, новий президент Дональд Трамп підписав указ про скасування медреформи Обами.